# Luperina semiconfluens
Luperina semiconfluens är en fjärilsart som beskrevs av Barend J. Lempke 1942. Luperina semiconfluens ingår i släktet Luperina och familjen nattflyn. Inga underarter finns listade i Catalogue of Life.